# رادكا دونل
رادكا دونل (بالإنجليزية: Radka Donnell)‏ (24 نوفمبر 1928، صوفيا في بلغاريا - 13 فبراير 2013، زيورخ في سويسرا)؛ كاتِبة وشاعرة سويسرية. درست في جامعة ستانفورد.